# Angelo Sormani
Angelo Benedicto Sormani (Jaú, São Paulo, Brasil, 3 de julio de 1939) es un exfutbolista brasileño naturalizado italiano. Jugaba de delantero. 

## Trayectoria
Su trayectoria comenzó en la cantera del Santos. En 1961 llegó a Italia, donde fue apodado "el Pelé blanco", contratado por el Mantova. Dos años después fue transferido a la Roma, por la cifra récord de 500 millones de liras; en la capital italiana ganó una Copa de Italia.
Tras una temporada decepcionante en la Sampdoria de Génova, fichó con el AC Milan, donde en cinco años ganó una Copa de Italia, un campeonato de Serie A, una Recopa de Europa, una Copa de Campeones y una Copa Intercontinental.
En 1970 se fue al Napoli, que con él finalizó en tercer lugar. En los últimos años de su carrera jugó con Fiorentina y Vicenza.
Después de su retiro se convirtió en entrenador de equipos juveniles y fue técnico del primer equipo del Napoli en la temporada de Serie A 1979/80. En tiempos más recientes ha sido comentarista técnico en televisiones de pago italianas.

## Selección nacional
Ha sido internacional con la Selección de Italia, jugando siete partidos y marcando 2 goles. Disputó un encuentro contra Suiza en el Mundial de 1962 disputado en Chile.

### Participaciones en Copas del Mundo
| Mundial                        | Sede  | Resultado    |
| ------------------------------ | ----- | ------------ |
| Copa Mundial de Fútbol de 1962 | Chile | Primera fase |

## Clubes
| Club          | País   | Año         |
| ------------- | ------ | ----------- |
| AC Mantova    | Italia | 1961 - 1963 |
| AS Roma       | Italia | 1963 - 1964 |
| UC Sampdoria  | Italia | 1964 - 1965 |
| AC Milan      | Italia | 1965 - 1970 |
| SSC Napoli    | Italia | 1970 - 1972 |
| AC Fiorentina | Italia | 1972 - 1973 |
| LR Vicenza    | Italia | 1973 - 1976 |

## Palmarés

### Campeonatos nacionales
| Título         | Club     | País   | Año         |
| -------------- | -------- | ------ | ----------- |
| Copa de Italia | AS Roma  | Italia | 1963 - 1964 |
| Copa de Italia | AC Milan | Italia | 1966 - 1967 |
| Serie A        | AC Milan | Italia | 1967 - 1968 |

### Copas internacionales
| Título                | Club     | Sede         | Año         |
| --------------------- | -------- | ------------ | ----------- |
| Recopa de Europa      | AC Milan | Róterdam     | 1967 - 1968 |
| Copa de Campeones     | AC Milan | Madrid       | 1968 - 1969 |
| Copa Intercontinental | AC Milan | Buenos Aires | 1969        |